# Thomas Balthasar von Jessen
Thomas Balthasar von Jessen, född 1648, död 1731, var en dansk diplomat.
Jessen blev 1677 kanslisekreterare, 1681 adlad, 1688 översekreterare i kansliet, entledigad härifrån 1700, 1701 gesant i Wien 1701, och i Warszawa från 1703 med uppgift att stödja kung Augusts vacklande tron. 1707 återvände han till Danmark, där han utan att inneha något ämbete blev regeringens rådgivare i utrikesärenden och spelade en särskilt betydelsefull roll i förhandlingarna med Gottorp. 1713-1731 var Jessen chef för gottorpska kansliet.